# Мельбурнский крикетный клуб
Мельбурнский крикетный клуб (англ. Melbourne Cricket Club, MCC) — старейший спортивный клуб в Австралии, основанный в 1838 году. Он расположен в Мельбурне и является крупнейшим в стране (в клуб входит приблизительно 99 тыс. членов). Кроме крикета, Мельбурнский клуб поддерживает и другие виды спорта — гольф, лакросс, бейсбол, теннис, хоккей на траве, сквош. В 1859 году он принимал активное участие в разработке правил австралийского футбола. Клуб также отвечает за поддержание Мельбурнского крикетного стадиона, крупнейшего стадиона Австралии.

## Дружественные клубы
- Telstra Dome Axcess One, Мельбурн
- VRC, Мельбурн
- Sydney Cricket Ground, Сидней
- The Gabba, Брисбен
- Adelaide Oval, Аделаида
- WACA Ground, Перт
- Tasmanian Cricket Association (Bellerive Oval), Хобарт